# Ctenus coccineipes
Ctenus coccineipes este o specie de păianjeni din genul Ctenus, familia Ctenidae, descrisă de Pocock, 1903. Conform Catalogue of Life specia Ctenus coccineipes nu are subspecii cunoscute.